# 八宗体制論
八宗体制論（はっしゅうたいせいろん）とは、鎌倉仏教および日本仏教史研究家の田村圓澄によって唱えられた日本の古代仏教に関する理論的枠組み。元久2年（1205年）に奈良興福寺の衆徒が法然の提唱する専修念仏の停止を求めて朝廷に提出した文書『興福寺奏状』中の「八宗同心の訴訟」という文言に由来する。

## 興福寺奏状と八宗体制論
法相宗中興の祖といわれる笠置寺（京都府笠置町）の解脱坊貞慶（解脱上人）によって起草された『興福寺奏状』（1205年）は、その冒頭において、日本に古来あったのは八宗（法相宗・倶舎宗・三論宗・成実宗・華厳宗・律宗の南都六宗および天台宗・真言宗の平安二宗）であり、それ以外の新宗が立てられたことは今まで絶えてなかったと主張する。
浄土教を中心とする鎌倉仏教の研究に大きな足跡をのこした田村圓澄は、1969年（昭和44年）に発表した論文「鎌倉仏教の歴史的評価」において、『興福寺奏状』中の「八宗同心の訴訟」（伝統仏教八宗が心をひとつにしての訴え）という文言に注目し、八宗がそのように同心して法然とその教えを排撃しようとする背景には、法然の教義（浄土宗）からみずからの有する特権を防衛しようとする伝統仏教側の意図があったとみなし、そうした共通の利害にもとづく仏教界の古代的な秩序を「八宗体制」と名づけた。
奏状は全9条から成り、その第9条には「仏法王法なお身心のごとし、互いにその安否をみ、宜しくかの盛衰を知るべし」と記されている。ここでいう「仏法」とは伝統八宗の説く仏法であり、『興福寺奏状』には。そのような仏法と公家政権による王法とが並び立ち、たがいに支え合うことで共存共栄を図ることができると説く論理がみられる。田村によれば、八宗同心の訴訟が寄せられる公家政権は、結局のところ律令国家の系譜に連なる古代国家なのであり、それゆえ、国家との相互補完的な関係を根拠に勅許（天皇の認可）を立宗における不可欠の条件とする『興福寺奏状』の論理は、逆言すれば、八宗体制の古代的な性格を示すものにほかならなかったのである。
田村の説では、この時期、すでに東国に本格的な武家政権である鎌倉幕府が成立しており、その力に圧倒された古代国家は解体しつつあったとし、その崩壊は、国家と不即不離の関係にあった伝統八宗にとっても存亡の危機であり、法然による浄土宗の開宗は八宗体制に対する最終的な破綻の宣告に等しかったとみる。こうした状況下で奏状が後鳥羽上皇を治天の君として擁する公家政権にむけて提出されたことは、衰亡してゆく伝統仏教界による最後の抵抗でなかったのかと田村はとらえたのである。

## 八宗体制論の影響
1969年に初めて提唱された八宗体制論は、法然より始まる鎌倉新仏教の成立を、それ以前の貴族的・祈祷的な鎮護国家的な古代仏教に対し、個人の救済を主眼とする民衆仏教の成立すなわち中世仏教の成立として把握する家永三郎・井上光貞らによって唱えられた知見をベースとしており、1970年代以降の日本仏教史研究に影響をあたえた。すなわち、家永・井上の見解は、法然・親鸞・栄西・道元・日蓮・一遍によってはじめられた6宗を「鎌倉新仏教」とし、ここでは、選択・専修・易行（反戒律）・在家主義・悪人往生などを特徴として、広く新興武士層や庶民などに対し信仰の門戸が開かれ、階層や身分を超越したあらゆる人びとの救済が掲げられたことが重視されており、多数の研究者の圧倒的な支持を得て定説化されたのであった。
ただし、田村説は、それまで混乱と分裂のイメージでとらえられがちであったいわゆる「旧仏教」の側にも、共通の利害に由来した一定の秩序があったことを指摘した点が従来説とは異なっており、これはやがて次期の鎌倉仏教研究にあって大きな課題として浮上していった。すなわち、中世社会において伝統仏教がたがいに共存する体制をどうとらえるかが問題となったのであり、こうしたなか、黒田俊雄は1975年（昭和50年）、『日本中世の国家と宗教』などにおいて、鎌倉時代にあっても南都六宗や天台宗・真言宗の旧仏教は「顕密主義」という共通の基盤を有しており、むしろ旧仏教の方こそが主流であったという「顕密体制論」を唱え、これら主流派の寺社勢力に対する異端として法然・親鸞・日蓮・道元らを位置づけ、いっぽう、高弁や叡尊らを改革者と位置づけた。ここでは、従来、古代的とのみ見なされてきた仏教勢力が封建領主の一形態として中世的な変化を遂げていく様態が重視される。かつて鎌倉新仏教によって克服されるべき古代的秩序とみなされた「八宗体制」は、日本中世史研究の新たな蓄積をふまえた黒田によって換骨奪胎され、「顕密体制論」として再構築された。そして、田村によって「八宗」と総称され、新仏教によって克服の対象とされた伝統仏教の側こそがむしろ中世における正統仏教とされたのである。